# Герб Північної Кореї
Герб Північної Кореї — основним елементом герба Корейської Народно-Демократичної Республіки є гідроелектростанція в гірському масиві Пектусан, над нею сяюча п'ятипроменева червона зірка з зв'язаними червоною стрічкою суцвіттям рису з боків, з написом «Корейська Народно-Демократична Республіка» на хангилі.
Цей герб створений з врахуванням всіх засадничих принципів базової конструкції герба Радянського Союзу.